# جنگ قفقاز
جنگ قفقاز در سال‌های ۱۸۱۷–۱۸۶۴ به تصرف قفقاز توسط قوای امپراتوری روسیه گفته می‌شود که منجر به الحاق قفقاز شمالی به روسیه و پاکسازی قومی این مناطق شد. این جنگ شامل مجموعه‌ای از عملیات نظامی توسط روس‌ها علیه نواحی و قبیله‌های در قفقاز شامل: چچن، داغستان، ابخازیا، آبزین، و ابیخ در هنگام جنگ روس‌های برای پیشروی به سمت جنوب بود. در داغستان نبرد علیه روسیه و مقاومت در برابر آن‌ها جهاد اعلام شد.
روس‌ها کنترل بزرگراه نظامی گرجستان را به دست گرفتند که جنگ قفقاز را به جنگ روس-شیرکاسیا در غرب و مرید در شرق تقسیم می‌کرد.
سایر سرزمین‌های قفقاز (شامل سرزمین‌های امروزی گرجستان، داغستان جنوبی، ارمنستان، و جمهوری آذربایجان) در بحبوحه زمانی مختلف قرن نوزدهم در جنگ‌های ایران و روسیه در دوره قاجار الحاق شدند.

## تصاویر

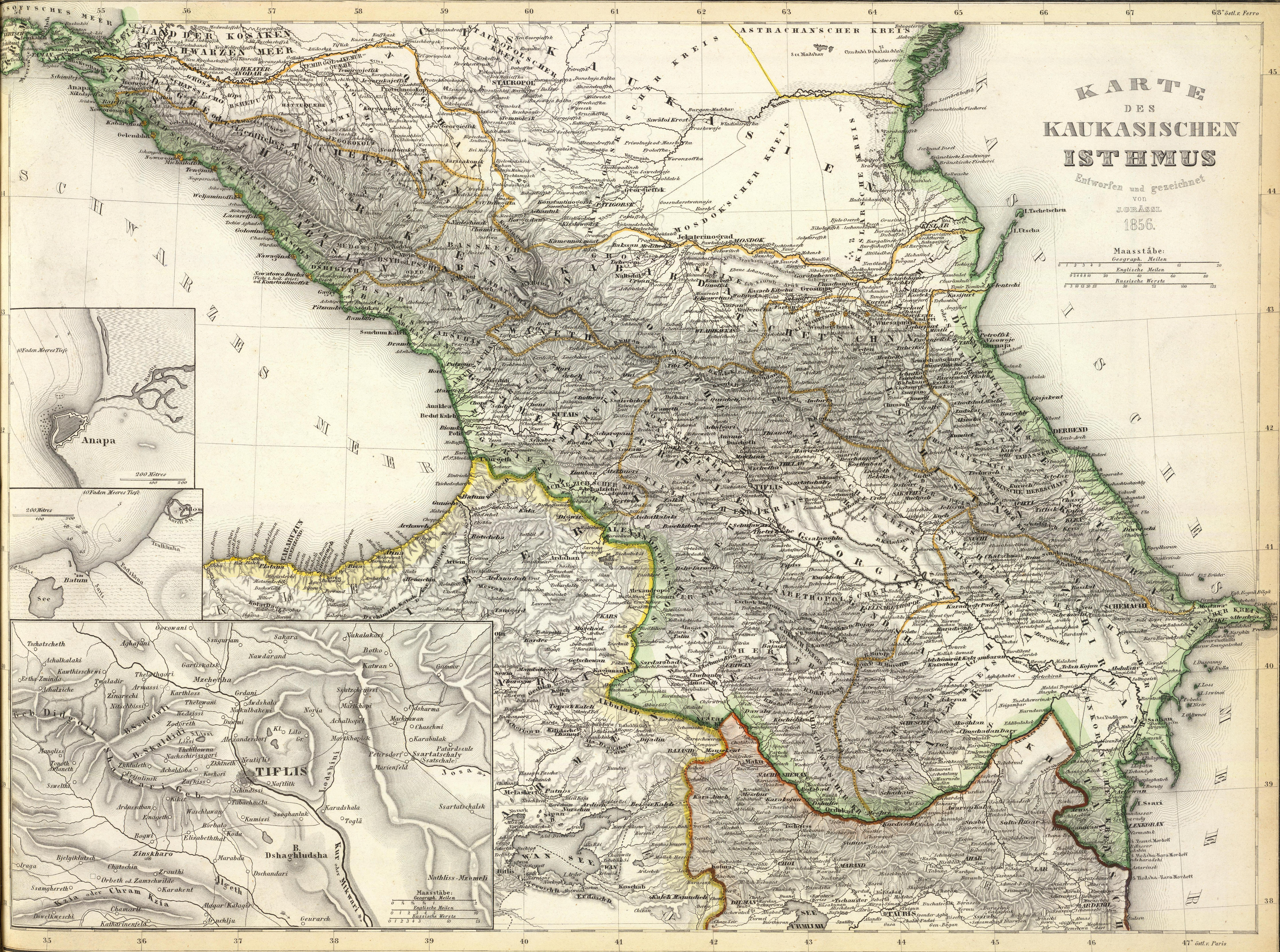
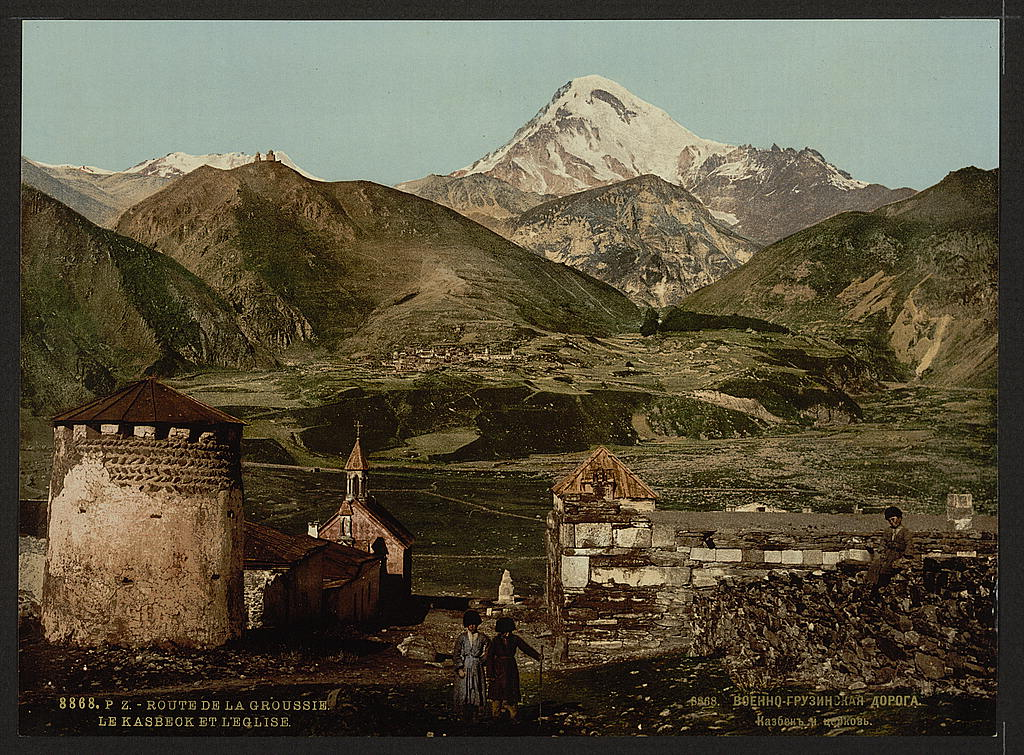
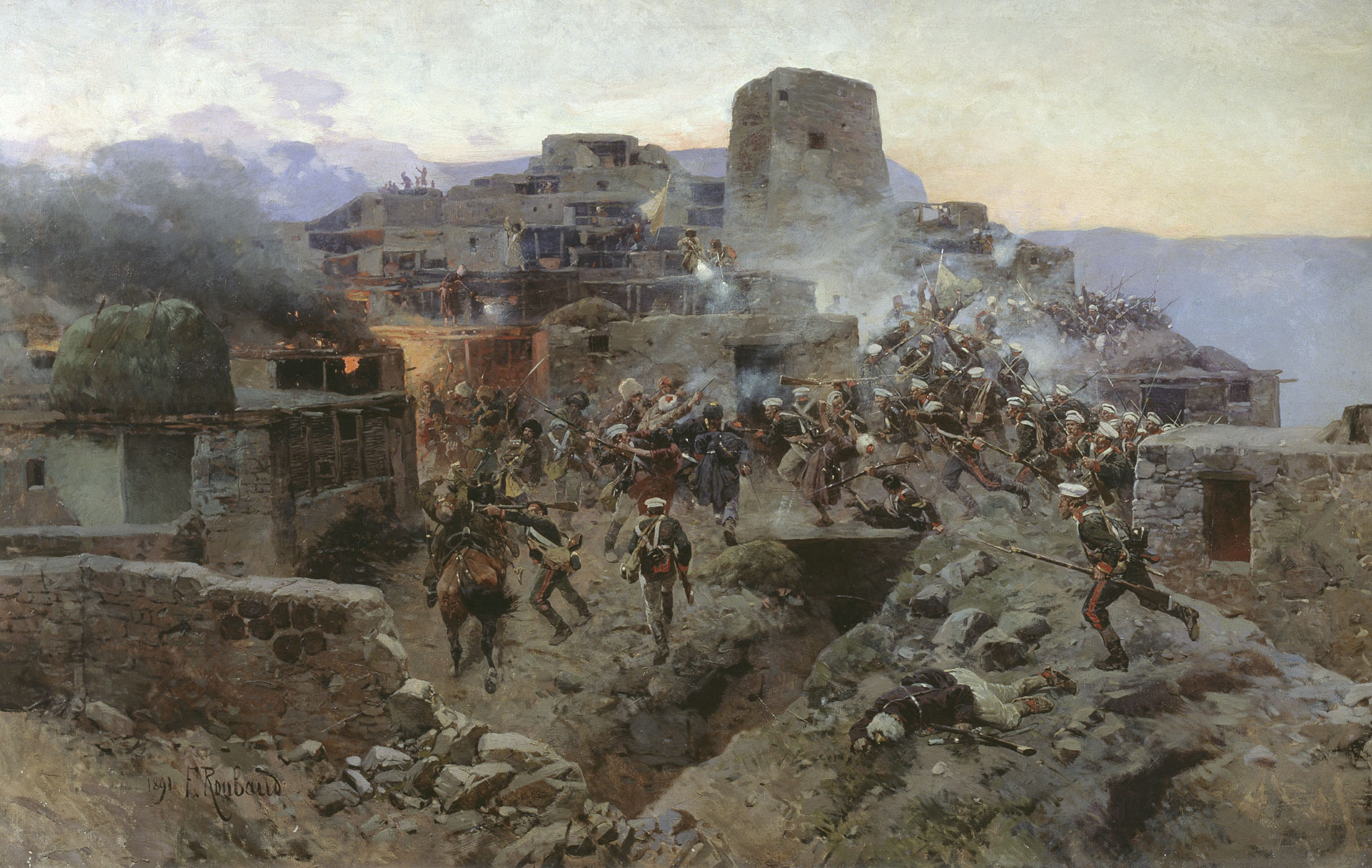
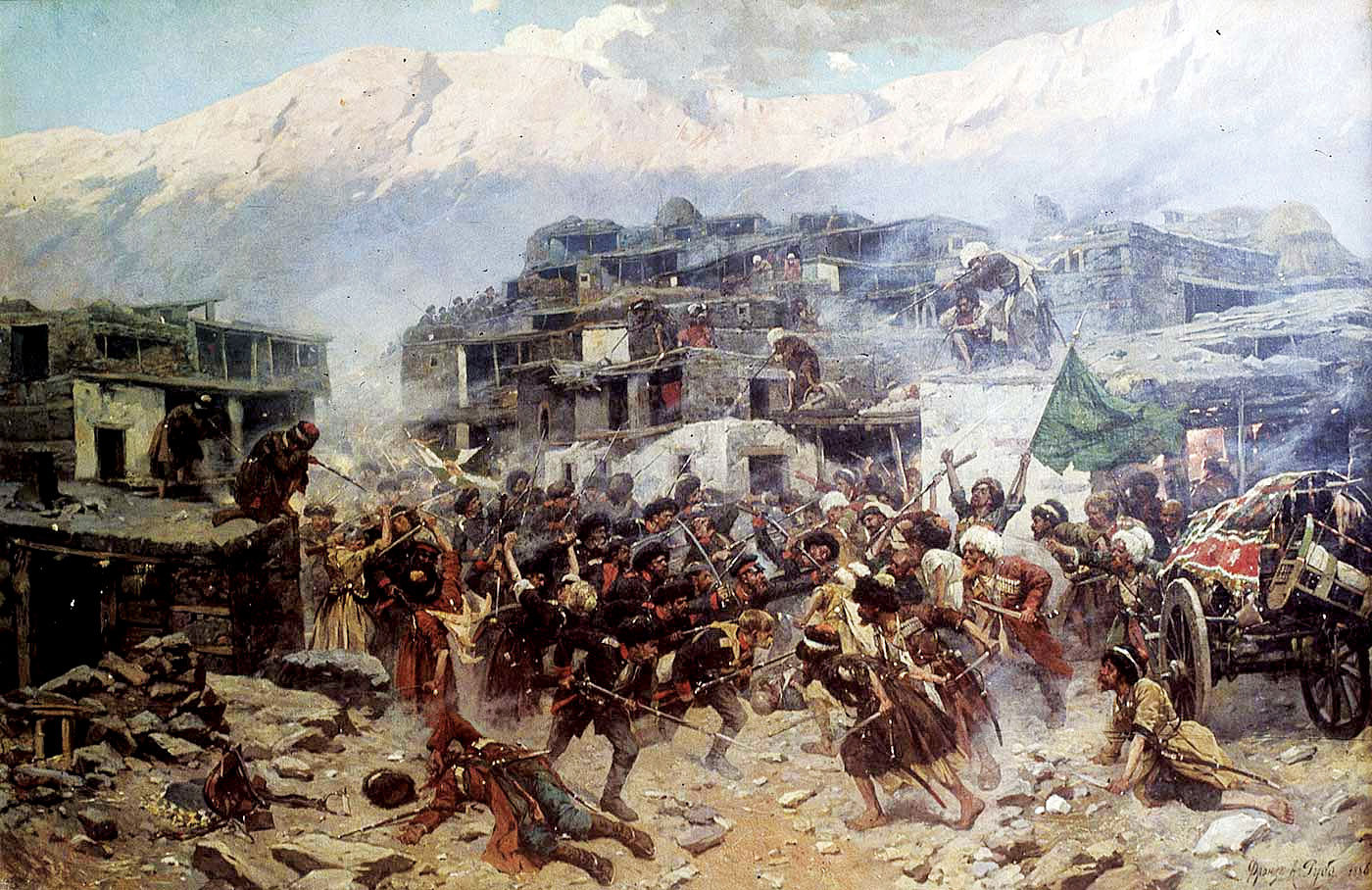
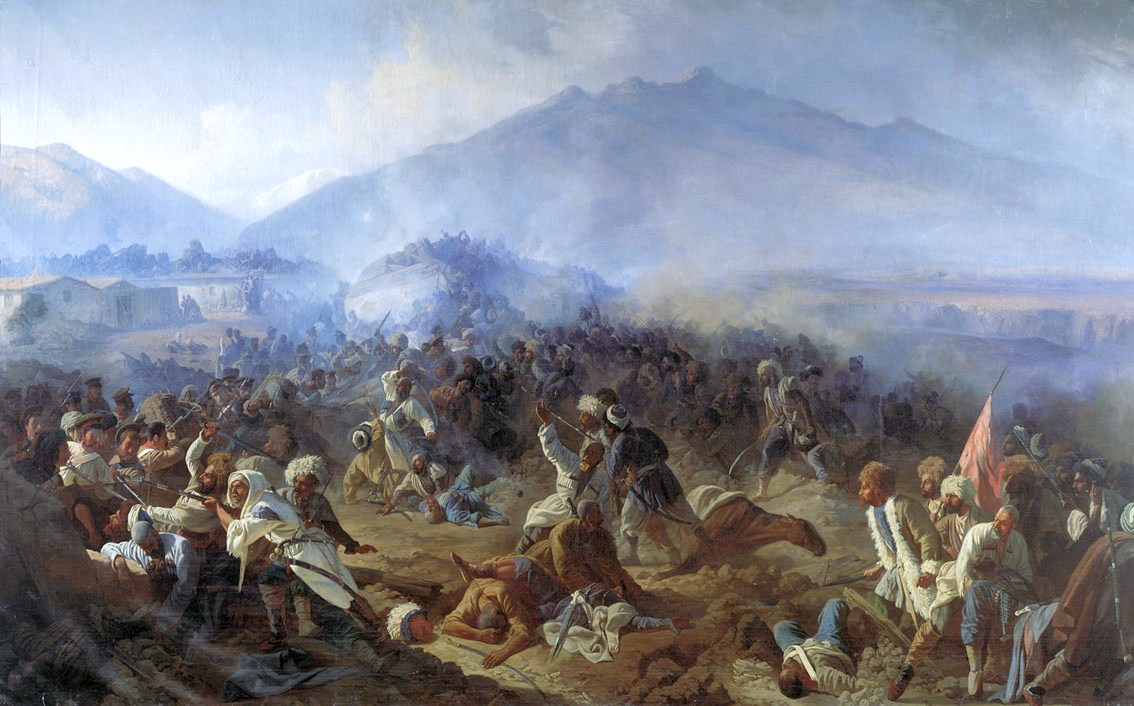
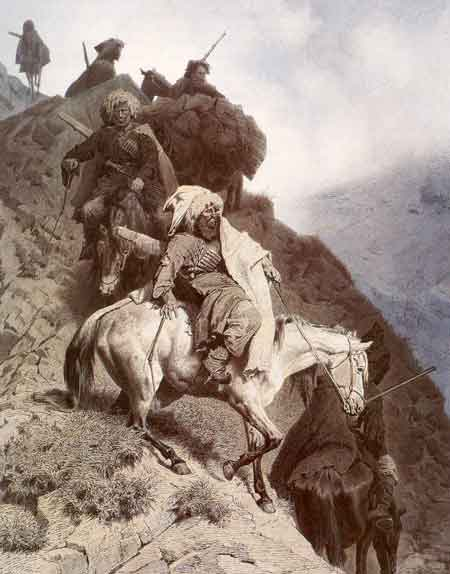
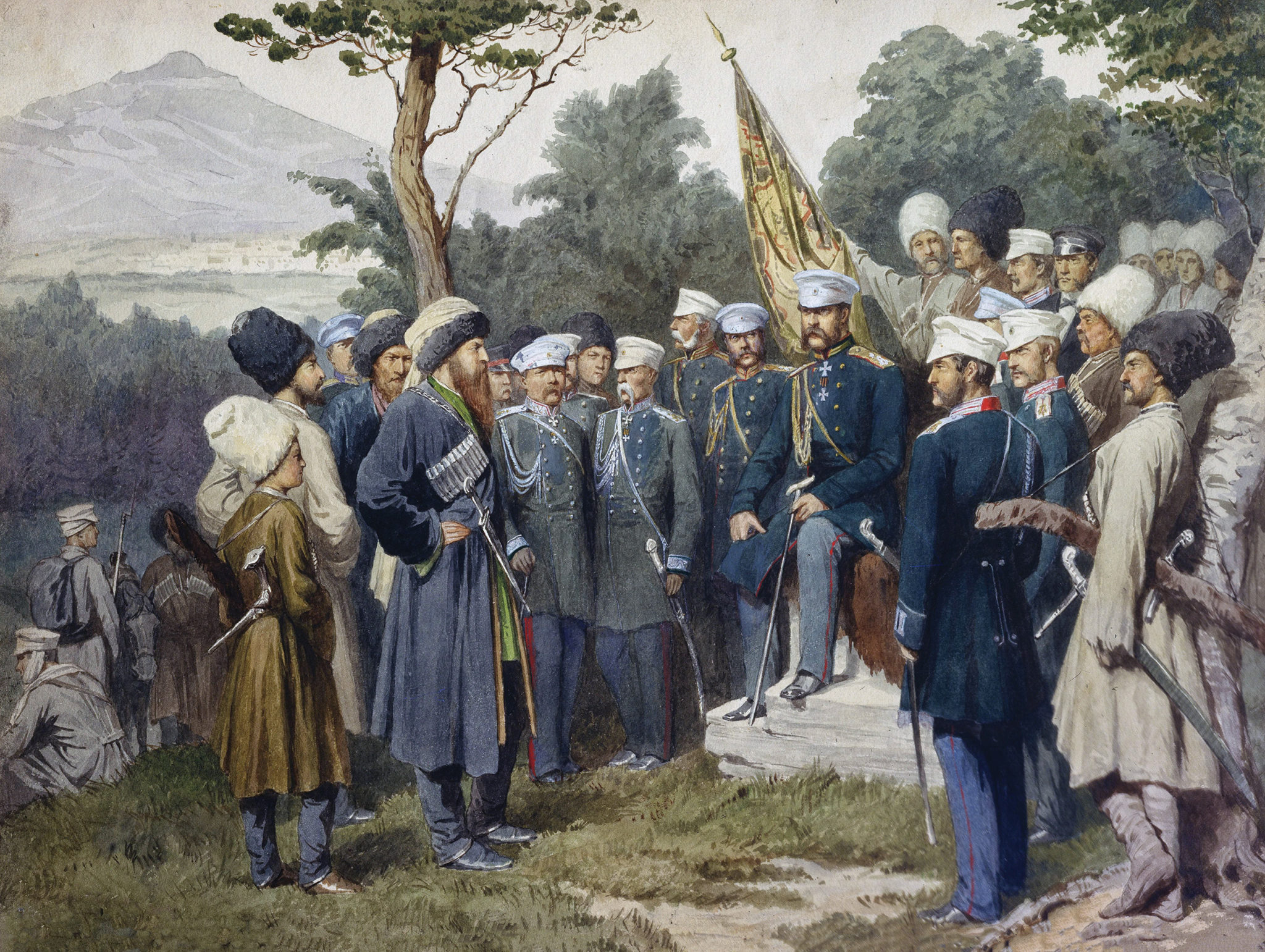
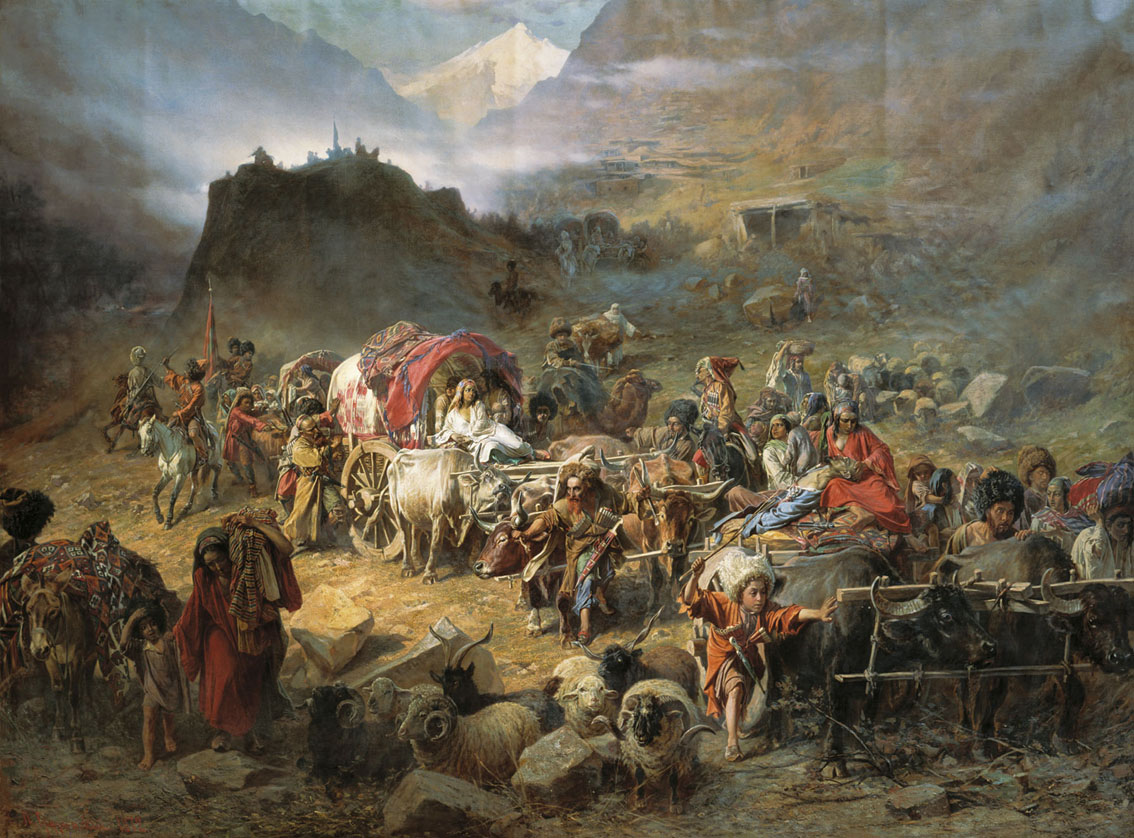
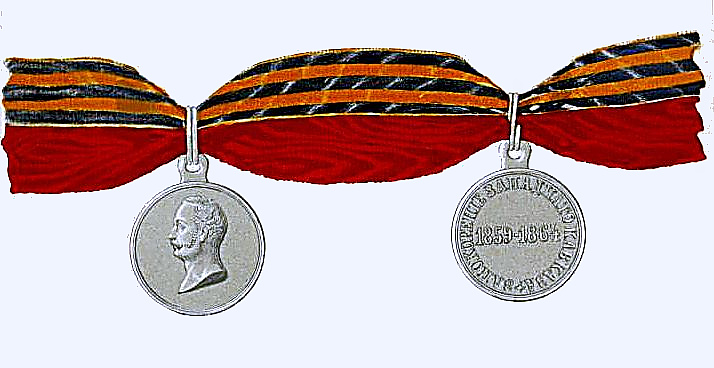